# Donbas Arena
Donbas Arena je stadion u ukrajinskom gradu Donjecku. Službeno je otvoren 29. kolovoza 2009., a kapacitet osoba koje istovremeno može primiti iznosi 50.149 gledatelja. Korisnik je Šahtar, nogometni klub iz Donjecka.
Stadion je potpuno preuređen i adaptiran radi potreba za Europsko nogometno prvenstvo, koje je 2012. održano u Ukrajini i Poljskoj. Donbas Arena predstavlja jedan od 4 velika ukrajinska stadiona izgrađenih prije početka prvenstva 2012.
Projekt potpune izgradnje stadiona Donbass Arena u početku je procijenjen na ukupni trošak od oko 250 milijuna američkih dolara, od toga je oko 30 milijuna trebalo biti utrošeno na izgradnju rekreativnog parka u okolici stadiona. Završna cijena realiziranog projekta na kraju je izašla oko 400 milijuna američkih dolara.

## Vanjske poveznice
- Službena stranica
- Rinat Akhmetov: "Ime novog stadiona je Donbass Arena"  Arhivirana inačica izvorne stranice od 23. travnja 2009. (Wayback Machine)